# Válka Ásů s Vany
| Vím, jak první vražda v svět přišla, když Gullveigu oštěp proklál, když v Hárově síni ji ohněm sžehli, třikrát sžehli třikrát zrozenou, znovu a opět - stále přec žije. |
| Vědmina píseň, strofa 21, Poetická Edda |

Válka Ásů s Vany je konflikt božských rodů Ásů a Vanů v severské mytologii, první válka na počátku času, která nakonec skončila smírem a vznikem jednotné skupiny bohů. Řada badatelů vyložila mýtus jako odraz hypotetického přemožení starších obyvatel Skandinávie a jejich kultu plodnosti válečnicky orientovanými nájezdníky, snad indoevropského původu. Podle George Dumézila a dalších zastánců trojfunkční hypotézy představuje tento příběh formu indoevropského mýtu o válce funkcí, v kterém magiko-suverénní a válečná božstva bojují proti plodnostním božstvům; konflikt je následovaný smířením obou skupin božstev a vznikem jednotného panteonu. Obdobné mýty zahrnují například válku Římanů se Sabiny, védský spor mezi Indrou a Ašviny nebo irskou válka mezi Tuatha Dé Danann a Fomóiry.
Na tento konflikt poněkud mlhavě naráží 21. – 24. strofa Vědminy písně ze Poetické Eddy, která zmiňuje první vraždu vykonanou na vědmě Gullveig, náležející k Vanům, která vedla k válce. V euhemerisované podobě příběh o této válce vypráví Sága o Ynglinzích, podle které skončila smírem a výměnou rukojmí, takto mezi Ásy přišli Njörð, Frey a Freya. Podle Skáldskaparmálu z Mladší Eddy byl konflikt ukončen tím, že obě strany naplivaly do hrnce, očividně kvůli vyvolání kvašení, a stvořili tak moudrého Kvasira, který byl později zavražděn a dal vzniknout medovině básnictví.